# Tagetes filifolia
El anís serrano (Tagetes filifolia) es una especie de planta de la familia de las compuestas (Asteraceae) nativa de las Américas. 

## Taxonomía
Tagetes filifolia fue descrita por Mariano Lagasca y Segura y publicada en Genera et species plantarum 28 en 1816. (Jun-Dic 1816).

## Etimología
Tagetes: nombre genérico que proviene de la mitología etrusca Tages, deidad vinculada al inframundo, la adivinación y la vida ultraterrena.
filifolia: epíteto latino que significa "con hojas como hilos".

## Sinonimia
- Diglossus variabilis Cass., 1819[5]
- Solenotheca tenella Nutt., 1841[6]
- Tagetes anisata Lillo, 1918[7]
- Tagetes congesta Hook. & Arn., 1838[8]
- Tagetes dichotoma Turcz., 1851[9]
- Tagetes foeniculacea Desf., 1829[10]
- Tagetes foeniculacea Poepp. ex DC., 1836[11]

## Nombres comunes
- Anís serrano,[12] anís,[13] tuna anís[14]
- En México: anís, hierba de santa María de tierra adentro[15]